# Dumpad (film, 2008)
Dumpad (originaltitel: Forgetting Sarah Marshall) är en romantisk komedi från 2008. Filmen är regisserad av Nicholas Stoller, producerad av Judd Apatow samt skriven av Jason Segel. I filmen medverkar Jason Segel, Kristen Bell, Mila Kunis och Russell Brand. 
Jason Segel skrev manuset till filmen och spelar även huvudrollen. Filmen är baserad på hans egna erfarenheter. Karaktären Sarah Marshall är löst baserad på Linda Cardellini, som Segel dejtade då de båda medverkade i TV-serien Nollor och nördar.
Filmen hade premiär den 18 april 2008 i USA.
Det mesta av filmen är inspelad på Turtle Bay Resort, lokaliserat på den norra delen av ön Oahu på Hawaii.

## Handling
Sarah Marshall är stjärnan från en populär TV-serie. Hon är ihop med Peter Bretter, som skriver musiken till TV-serien. Sarah tröttnar på Peter och dumpar honom.
Peter deppar ihop och vet inte vad han ska ta sig till. Han behöver få lite andrum och bestämmer sig för att åka så långt bort från Sarah som möjligt. Han tar semester och åker till Hawaii. När han väl är där, så visar det sig att Sarah Marshall också rest till Hawaii – och dessutom bor de på samma hotell!
Sarah har även tagit med sig sin nye pojkvän, den framgångsrike popmusikern Aldous Snow – vilket gör att Peter deppar ihop ännu mer.
Hur ska Peter nu kunna komma över Sarah Marshall?

## Skådespelare
- Jason Segel - Peter Bretter
- Kristen Bell - Sarah Marshall
- Mila Kunis - Rachel Jansen
- Russell Brand - Aldous Snow
- Bill Hader - Brian Bretter
- Liz Cackowski - Liz Bretter
- Maria Thayer - Wyoma
- Jack McBrayer - Darald
- Jonah Hill - Matthew the Waiter
- Paul Rudd - Chuck / Koonoo
- Jason Bateman - Animal Instincts Detective
- William Baldwin - Sig själv / Det. Hunter Rush